# Torneo de Newport 2017
El Hall of Fame Tennis Championships 2017 fue un torneo de tenis perteneciente al ATP Tour 2017 en la categoría ATP World Tour 250. El torneo tuvo lugar en la ciudad de Newport, Estados Unidos, desde el 17 de julio hasta el 23 de julio de 2017 sobre césped.

## Distribución de puntos
| Modalidad            | Campeón | Finalista | Semifinales | Cuartos de final | 2ª ronda | 1ª ronda | Clasificados | 2ª ronda de clasificación | 1ª ronda de clasificación |
| Individual masculino | 250     | 165       | 100         | 50               | 25       | 0        | 13           | 7                         | 0                         |
| Dobles masculino     | 250     | 150       | 90          | 45               | 20       | 0        | -            | -                         | -                         |

## Cabezas de serie

### Individuales masculino
| Tenista               | Ranking | Preclasificados |
| John Isner            | 21      | 1               |
| Ivo Karlović          | 23      | 2               |
| Adrian Mannarino      | 51      | 3               |
| Pierre-Hugues Herbert | 70      | 4               |
| Víctor Estrella       | 96      | 5               |
| Lukáš Lacko           | 105     | 6               |
| Tennys Sandgren       | 106     | 7               |
| Illya Marchenko       | 117     | 8               |

- Ranking del 3 de julio de 2017

### Dobles masculino
| Tenista                         | Ranking | Preclasificados |
| Rajeev Ram Aisam-ul-Haq Qureshi | 37      | 1               |
| Santiago González Scott Lipsky  | 110     | 3               |
| Sam Groth Leander Paes          | 114     | 2               |
| Purav Raja Divij Sharan         | 114     | 4               |

## Campeones

### Individual masculino
John Isner venció a  Matthew Ebden por 6-3, 7-6(4)

### Dobles masculino
Aisam-Ul-Haq Qureshi /  Rajeev Ram vencieron a  Matt Reid /  John-Patrick Smith por 6-4, 4-6, [10-7]